# Macropsis insignis
Macropsis insignis är en insektsart som beskrevs av Van Duzee 1889. Macropsis insignis ingår i släktet Macropsis och familjen dvärgstritar. Inga underarter finns listade i Catalogue of Life.